# Вільгельм фон Зелер
Карл-Вільгельм фон Зелер (нім. Karl-Wilhelm von Seeler; 18 березня 1861, Рига, Російська імперія — 27 жовтня 1925, Тарту, Естонія) — правознавець, професор римського права, доктор юридичних наук, представник остзейського дворянства.

## Біографія
Карл-Вільгельм фон Зелер народився 18 березня 1861 року в Ризі в дворянській родині німецького (остзейського) походження. Закінчив Ризьку гімназію у 1881 році, після чого навчався на юридичному факультеті Дерптського університету (1882—1886). Був членом студентського об'єднання Fraternitas Rigensis, до якого входили представники остзейської аристократії.
У 1885 році отримав золоту медаль за трактат «Die Urkundenfälschung nach deutschem Recht» («Підробка документів за німецьким правом»). Після закінчення університету з науковим ступенем кандидата права працював асистентом у магістраті Риги. У 1887 році був відправлений у наукове відрядження до Німеччини, де навчався в Інституті римського права Берлінського університету під керівництвом професорів Дернбурга, Ека та Перніса.
Повернувшись до Дерпта, захистив магістерську дисертацію «Zur Lehre von der Conventionalstrafe nach römischem Recht» («Про доктрину умовної неустойки за римським правом»).

### Діяльність у Харкові
У 1891 році переїхав до Харкова, де почав працювати приват-доцентом кафедри римського права Імператорського Харківського університету. З 15 квітня 1895 року обіймав посаду екстраординарного професора. Захистив докторську дисертацію «Вчення про право спільної власності за римським правом» у Київському університеті святого Володимира, після чого отримав ступінь доктора римського права (1896).

### Подальша академічна кар'єра
З 1896 року працював екстраординарним, а з 1897 року — ординарним професором Університету святого Володимира. У 1897 році в Стокгольмі одружився з Інгрід Гунхільд Ріккерт, дочкою професора Уппсальського університету.
У 1901 році залишив Київ і переїхав до Берліна, де відкрив курси римського права в Берлінському університеті. У 1902 році отримав посаду екстраординарного професора кафедри римського та германського цивільного права. У 1912 році повернувся до Дерптського університету, де працював професором кафедри місцевого права Ліфляндської, Естляндської та Курляндської губерній.
З 1913 року був професором римського права Санкт-Петербурзького університету. Через антинімецькі настрої серед студентів, під час Першої світової війни, його відрядили до Томського університету (1915). У 1917 році був заарештований за звинуваченням у шпигунстві, але звільнений у квітні того ж року.
Після 1917 року працював адвокатом у Ростові-на Дону, пізніше давав приватні уроки у Петрограді. У 1921 році емігрував до Естонії, де став професором Тартуського університету. Помер 27 жовтня 1925 року в Тарту.

## Науковий доробок
Основні роботи Карла-Вільгельма фон Зелера присвячені римському праву.
- Zur Lehre von der Conventionalstrafe nach römischem Recht (Галле, 1891) — магістерська дисертація;
- Учение о праве общей собственности по римскому праву (Харків, 1895) — докторська дисертація.
- Das Miteigenthum nach dem Bürgerlichen Gesetzbuch für das Deutsche Reich. Niemeyer, Halle an der Saale 1899.
- System des römischen Privatrechts. Grundriß zu Vorlesungen. Noor-Eesti Kirjastus, Dorpat 1924.

Також у журналі Вестник права (№ 1, 1900) опублікована його єдина стаття російською мовою: «Письменная форма договоров в проекте Гражданского Уложения».